# Goodyear Airdock

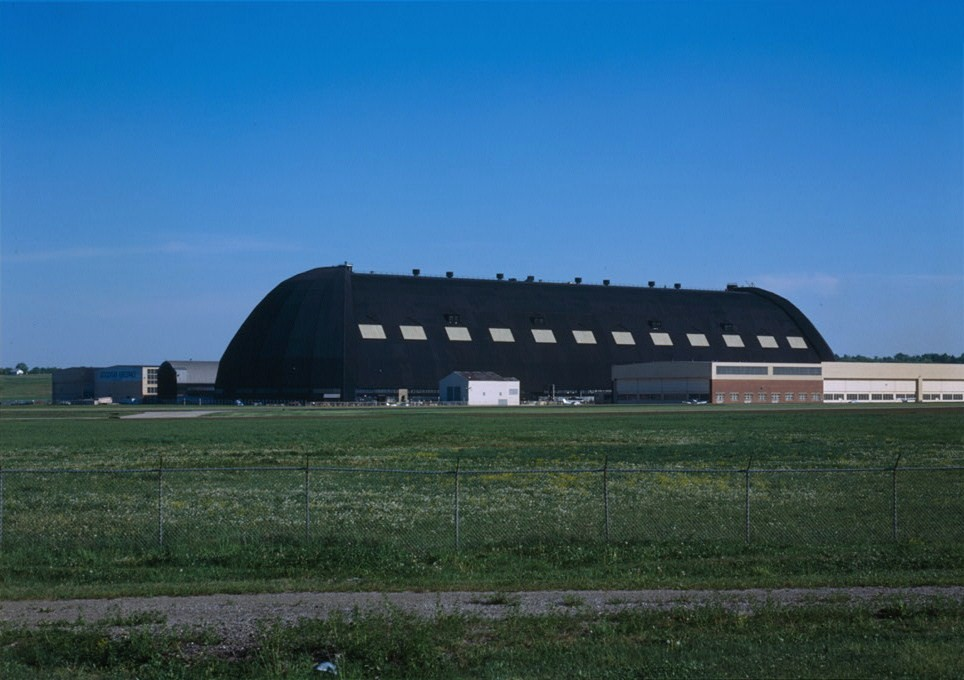
Le Goodyear Airdock vu de l'extérieur

Le 'Goodyear Airdock' ou Dock Aérien de Goodyear est un lieu de stockage et de construction de dirigeables de la société Goodyear-Zeppelin Corporation situé à Akron (Ohio).

## Histoire
Ce vaste hangar fut construit par la société Goodyear-Zeppelin Corporation, puis fut plus tard transmis à la société Goodyear Aerospace Corporation. Sa construction a été entamée le 20 avril 1929 et s'est terminée le 25 novembre, 1929. Son coût fut à de 2,2 millions de dollars (équivalents à 26,4 millions en valeur constante, ajustée de l'inflation, en 2007). Le bâtiment a été conçu par l'ingénieur et concepteur de dirigeables Karl Arnstein (en), salarié de la société d'ingénierie Wilbur Watson de Cleveland (Ohio).

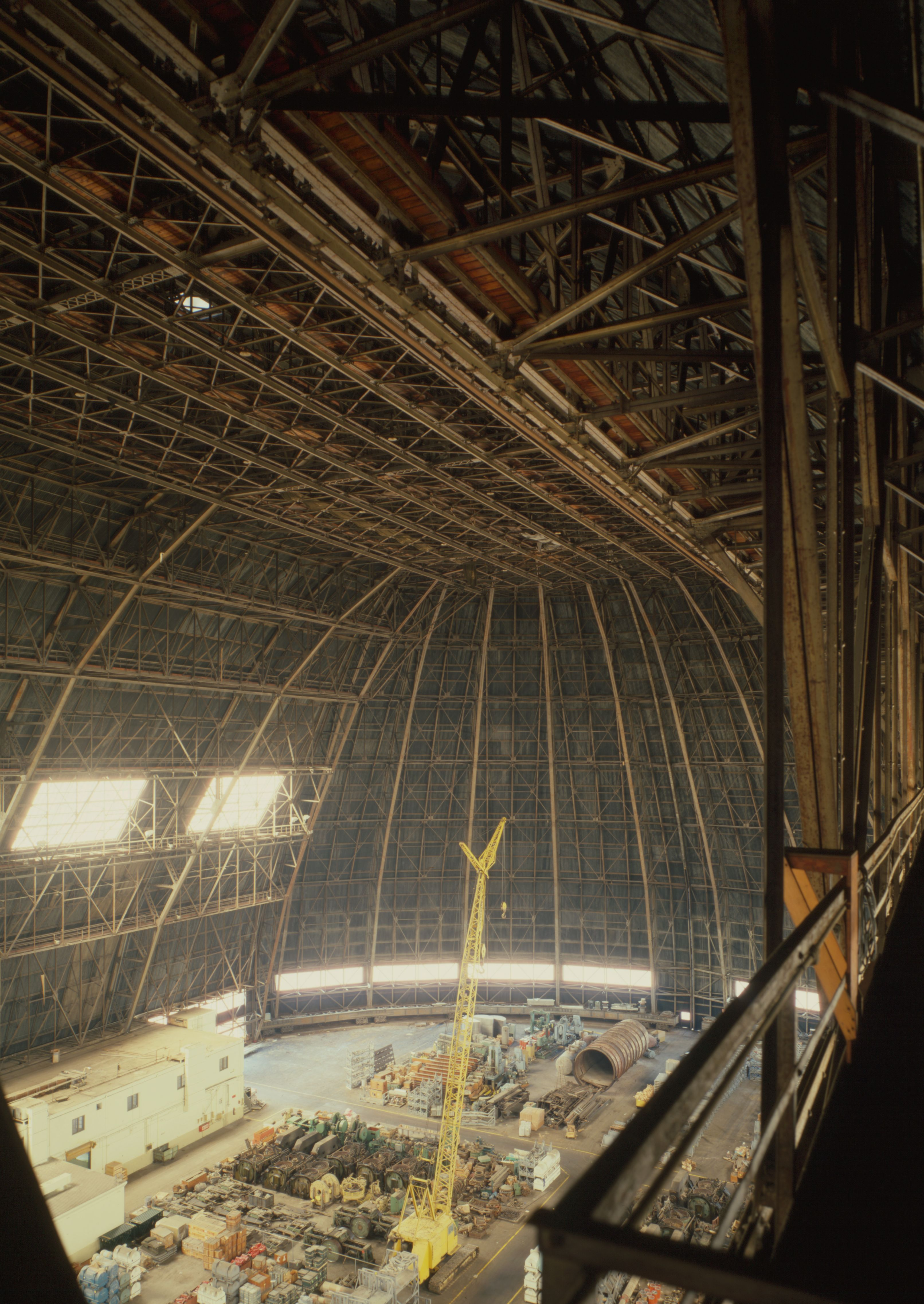
Une vue interne prise du haut de la structure

Lorsqu'il fut construit, ce bâtiment était le plus grand du monde dans son genre, c'est-à-dire sans armature intérieure limitant l'usage de son volume. C'est cette absence totale d'encombrement du volume interne qui le rendait parfaitement adapté à la construction de dirigeables de très grande taille.
Les deux premiers dirigeables, qui seront construits respectivement en 1931 et 1933 sont - respectivement - l'USS Akron et son sister-ship l'USS Macon. Ces deux premiers dirigeables, dont les plans étaient dérivés de ceux du USS Los Angeles (lui-même construit en Allemagne), mesuraient environ 785 pieds (239,27 m) de longueur.
Lorsque la seconde Guerre mondiale éclate, les zones de production de dirigeables devinrent inaccessibles, la marine américaine avait désespérément besoin de poursuivre son programme de dirigeables. L'Airdock fut alors utilisé pour la construction d'appareils. Le dernier dirigeable construit dans l'Airdock fut le ZPG-3WUS de la Navy, achevé en 1960.
Le bâtiment hébergea par la suite le service photographique de la Goodyear Aerospace Corporation.

### Classement et histoire contemporaine
En 1980, le Goodyear Airdock fut choisi par l'American Society of Civil Engineers pour devenir un site classé témoin de l'histoire du génie civil.
Bill Clinton a utilisé l'Airdock durant sa campagne électorale de 1992 attirant 30 000 visiteurs sur le site.
En 1987, la société Loral Corporation a racheté la Goodyear Aerospace Corporation et le Goodyear Airdock à la suite d'une opération boursière du financier James Goldsmith. Par la suite, en 1996, la société Loral (ainsi que ses filiales et son patrimoine, Goodyear Airdock inclus) ont été achetés par Lockheed Martin.
Actuellement, l'Airdock n'est pas ouvert au public, mais sa structure est visible par ceux qui voyagent sur les États-Unis, en l'observant depuis la route 224 est, au niveau du centre-ville d'Akron.
- Nom : Airdock Goodyear
- Emplacement : à côté de l'aéroport d'Akron (Ohio)
- Construction : 1929
- Architecte : Wilbur Watson Engineering Co.

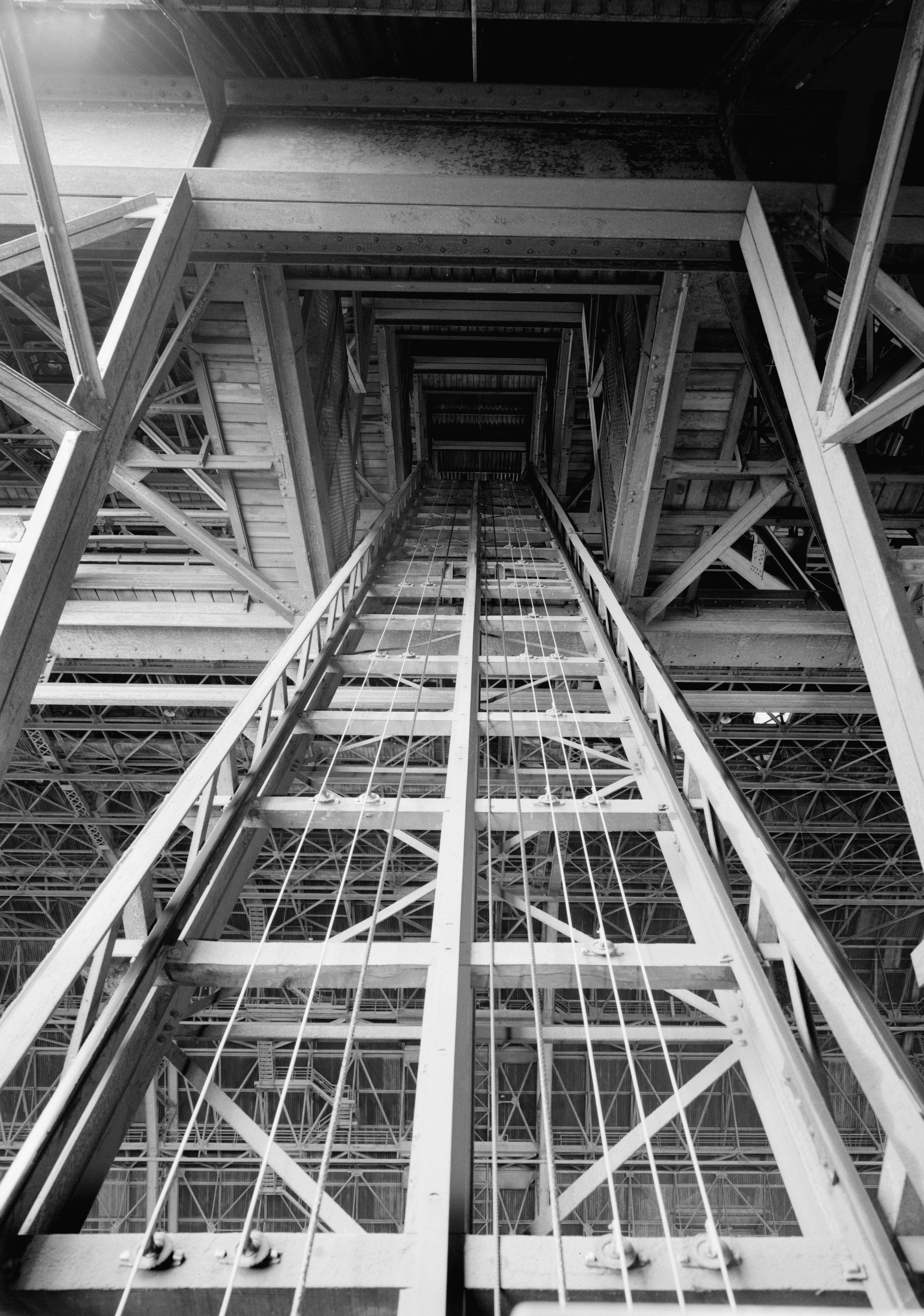
L'ascenseur incliné situé sur l'intérieur de la structure

## Caractéristiques
Le bâtiment a une forme unique qui a été décrite comme "un demi cocon de ver à soie, coupé en deux". Il mesure 1175 pieds (358,14 m) de longueur, 325 pieds (99,06 m) de large et 211 pieds (64,31 m) de haut. La structure est soutenue par 11 arches en acier. L'espace libre au sol est de 34 000 m², soit un espace plus vaste que celui qu'occuperaient 8 terrains de football contigus. Le volume intérieur de l'Airdock est d'environ 1,5 million de mètres cubes. On trouve à l'extrémité nord de la construction, une tour de contrôle ainsi que des antennes radio.
L'édifice est clôturé à chacune de ses extrémités par de gigantesques portes semi-sphérique qui pèsent chacune près de 600 tonnes (544 000 kg). À leur sommet, les portes sont fixées par des tubes creux forgés de 43 cm de diamètre et de 1,83 m de long. Les portes sont posées sur quarante roues spécialement conçues pour suivre une voie de type chemin de fer courbée. Chaque roue possède sa propre centrale énergétique ce qui permet d'ouvrir les portes en 5 minutes.

### Particularité hygrométriques internes
Le volume de l'Airdock est si important qu'il peut se produire à l'intérieur des changements de température très différents de ceux qui existent à l'extérieur. Pour tenir compte de ces fluctuations qui pourraient engendrer des différences de pressions fatales pour la structure, une rangée de 12 fenêtres a été installé à 30,48 m du sol. En outre, l'ensemble de la structure est montée sur roulettes, pour compenser et amortir les effets des dilatations et contractions dues aux différences de température.
La légende (qui remonte à 1930) veut qu'il pleuve parfois à l'intérieur de l'Airdock. Selon le concepteur de la structure, c'est en fait l'accumulation d'humidité dans le haut de la structure qui, au contact de l'enveloppe est soumise à un brusque changement de température, produit un phénomène de condensation. Cette condensation sature l'air d'humidité et produit un brouillard qui peut créer l'illusion de la pluie.

## Incidents
En 2006, le Goodyear Airdock a subi un incendie sur sa face avant.

## Images

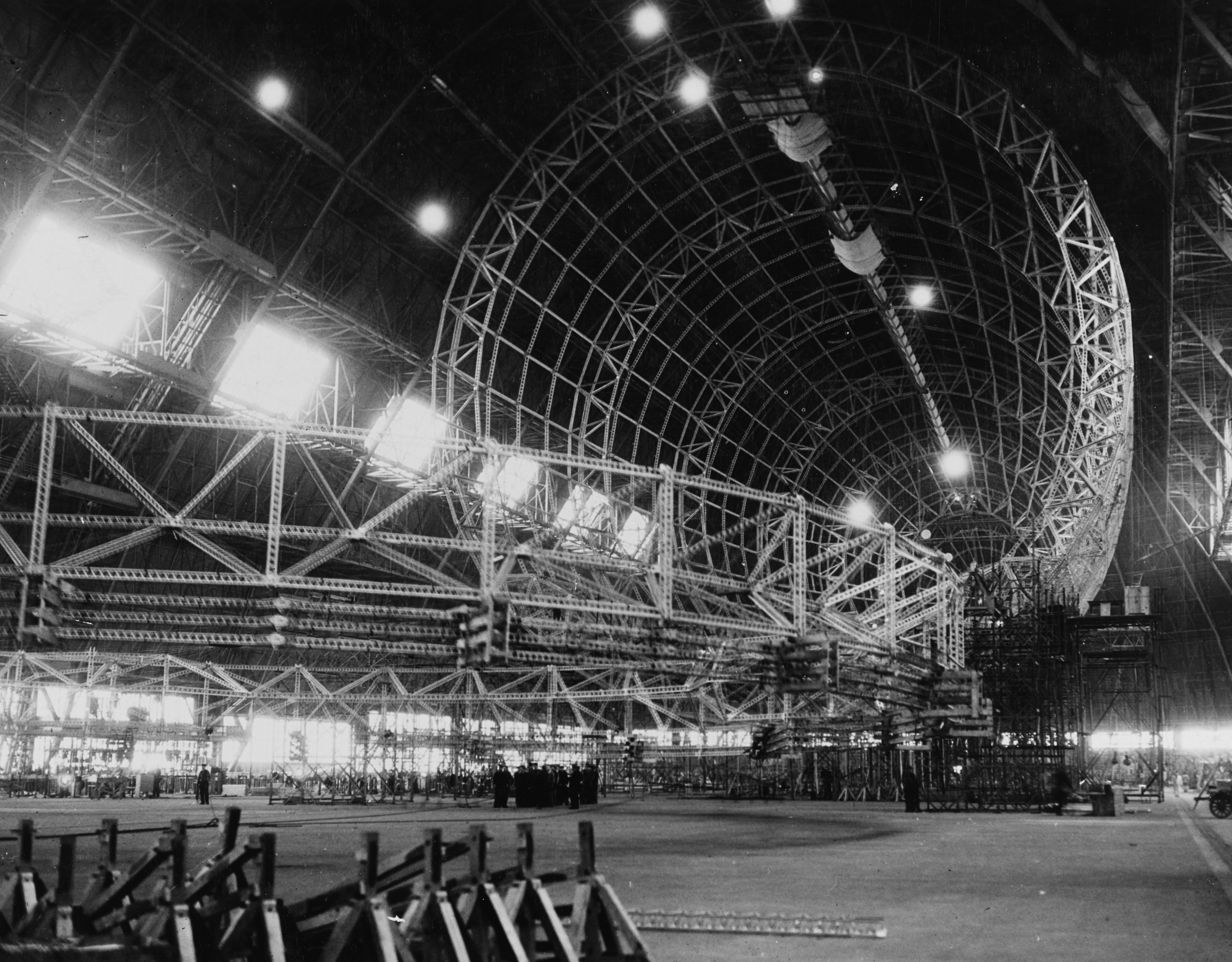
L'USS Macon en cours de construction dans l'Airdock